# Victoria Kjær Theilvig
Victoria Kjær Theilvig née le 13 novembre 2003 à Herlev (Danemark), est une reine de beauté, entrepreneure et danseuse danoise. 
Elle est élue Miss Univers 2024 le 16 novembre 2024 à Mexico, devenant la première danoise couronnée. Au préalable, elle a élue deuxième dauphine de Johanne Grundt Hansen, Miss Danemark 2021, et a représenté le Danemark à l'élection de Miss Grand International 2022, où elle se classe dans le top 20.

## Biographie
Victoria Kjaer naît le 13 novembre 2003 à Herlev, dans la région de Hovedstaden au Danemark où elle grandit,.
Elle étudie au Lyngby Handelsgymnasium où elle obtient une licence en commerce et marketing,. Elle est ensuite devenue danseuse professionnelle et professeure de danse et entrepreneure dans l'industrie de la beauté et le commerce du diamant et a commencé à militer pour des causes comme la santé mentale ou les droits des animaux,.

## Parcours Miss

### Miss Danemark 2021
Victoria Kjaer participe à l'élection de Miss Danemark 2021 et est élue 2e dauphine de Johanne Grundt Hansen, couronnée Miss Danemark 2021,.

### Miss Grand International 2022
L'année suivante, elle est nommée Miss Grand Danemark 2022 et représente son pays à l'élection de Miss Grand International 2022 le 25 octobre 2022 à Bogor en Indonésie, où elle termine dans le Top 20,.

### Miss Univers  2024
En septembre 2024, Emma Heysts est élue Miss Danemark 2024 et aurait dû représenter son pays à l'élection de Miss Univers 2024. Cependant, elle se retire de la compétition et Victoria est sélectionnée pour représenter son pays à Mexico,.
Lors des présélections le 14 novembre 2024, Victoria Kjaer défile avec un costume de guerrière viking, conçu de  par Neftali Jahaziel Espinoza et Stalyn Nuñez,  et qui comporte « un ensemble jaune ébloui qui semble avoir des flammes qui en sortent, un dos à plumes rouge […] , des gants rouges, un grand casque et des chevilles ornées […] ». 
Pendant la partie questions-réponses, il lui a été demandé  « Comment vivriez-vous votre vie différemment si vous saviez que personne ne vous jugerait ? », ce à quoi elle a répondu : « Je ne changerais jamais ma façon de vivre. Nous apprenons de nos erreurs. Nous apprenons tous les jours. Nous apprenons quelque chose de nouveau et nous devons en tirer parti [et] l'appliquer dans le futur, et c'est pourquoi je vis chaque jour après chaque jour et je dois juste rester positive. Donc non, je ne changerai rien. ».
Il lui a également été demandé « Miss Univers a inspiré des générations de femmes. Que voulez-vous dire à celles qui vous regardent maintenant ? » et elle a répondu : « Mon message à tout le monde qui vous regarde est le suivant : peu importe d'où vous venez, peu importe votre passé, vous pouvez toujours choisir de le transformer en vos forces. Cela ne définira jamais qui vous êtes. Vous devez juste continuer à vous battre. Je suis ici aujourd'hui parce que je veux changer, je veux écrire l'histoire et c'est ce que je fais ce soir. Alors n'abandonnez jamais. Croyez toujours en vous-même et en vos rêves. Et c'est exactement ce que vous allez faire. ».
Deux jours plus tard le 16 novembre 2024, elle est couronnée Miss Univers 2024 par la Miss Univers sortante, Sheynnis Palacios. Elle devient la première danoise à être couronnée Miss Univers et la première européenne à être couronnée depuis Iris Mittenaere en  2016.